# 蕭後
邵陵王蕭後（6世紀—？），南蘭陵郡蘭陵縣人，南朝梁邵陵攜王蕭綸之孫，永安侯蕭確之子。

## 生平
南朝梁大寶二年（551年），邵陵王蕭綸為西魏所殺。紹泰二年正月戊寅（556年1月29日），蕭後襲封邵陵蕃王，以奉祖父攜王後。
南朝陳永定元年（557年），陳武帝代梁，蕭後的封國被削除。